# Compagnie d'Occident
La Compagnie d'Occident est une compagnie coloniale française, qui succède à la Compagnie de la Louisiane en 1718, le banquier Antoine Crozat jetant l'éponge face aux difficultés rencontrées face aux Indiens dans le bassin du Mississippi et s'effaçant devant un autre financier, d'origine écossaise John Law, qui se fera connaître l'année suivante avec la grande spéculation du système de Law. 
Le privilège exclusif du commerce fut accordé en 1717 à la Compagnie des Indes, connue à Paris sous le nom de Compagnie du Mississippi[réf. nécessaire], fondée par le financier écossais John Law, qui réorganisa l'exploitation de la colonie. En moins de deux ans, souvent par de douteuses méthodes de recrutement, John Law réussit à recruter plus de 7 000 personnes. Son premier recruteur est Pierre Melieque, officier de la Compagnie d'Occident.
La Compagnie d'Occident a lancé l'exploitation du très important gisement des Mines de plomb du sud du Missouri, identifié quinze ans plus tôt par le missionnaire jésuite canadien Jacques Gravier. 
Philip François Renault, directeur des opérations minières pour la Compagnie, arrive en 1720 dans le Pays des Illinois, avec 200 travailleurs et mécaniciens et 500 esclaves de Saint-Domingue pour travailler dans les mines de charbon et de plomb. Ces mines, dont une prendra le nom de « Mine La Motte », génèrent aussi des sous-produits recherchés, comme l'argent. Il fonde en 1720 le village de Bonne Terre. Les mineurs, venant essentiellement du Canada fondèrent un campement dénommé « Le Petit Canada », avant de prendre le nom définitif de French Village.